# Ester Expósito

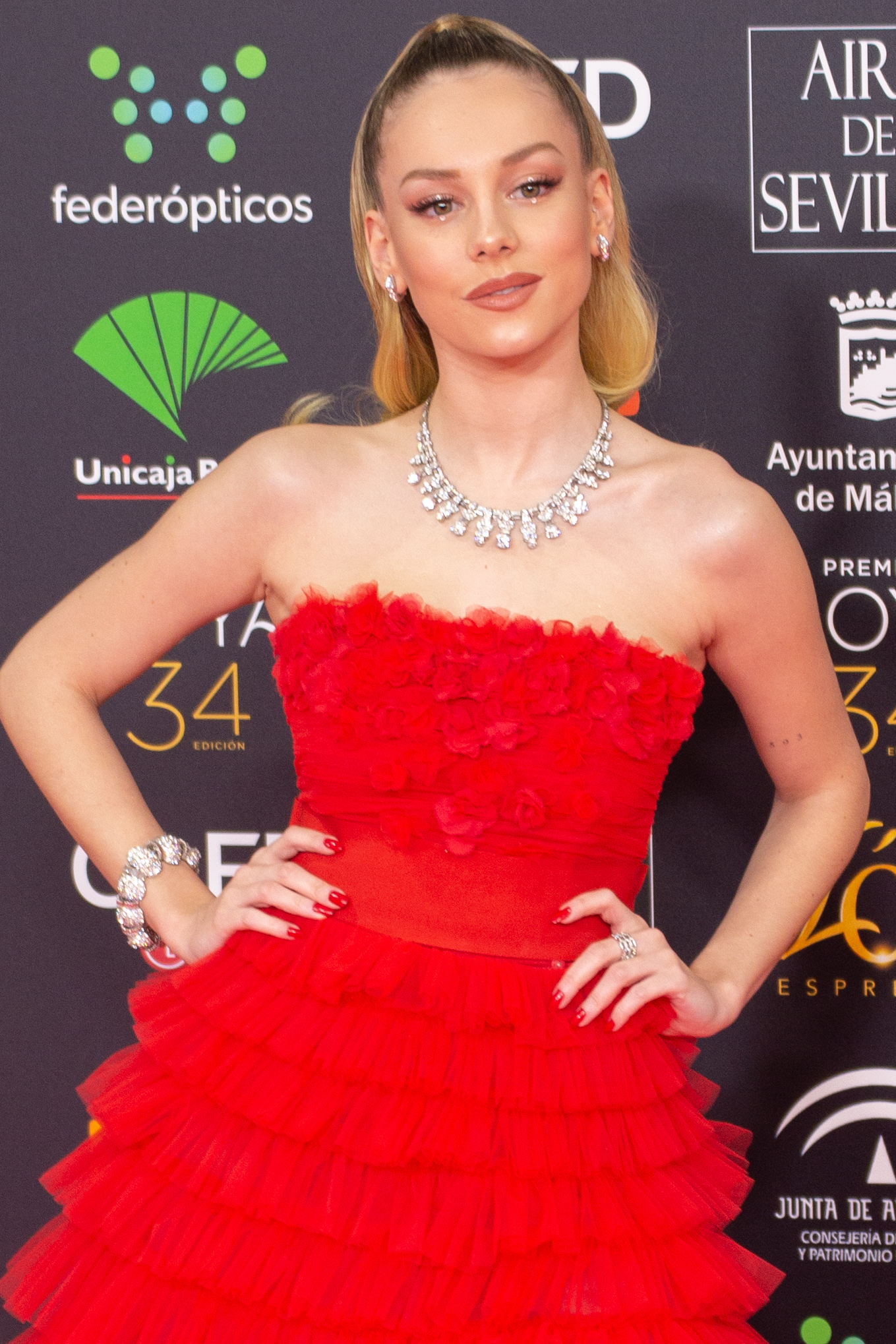
Expósito na wręczeniu nagród Goya (2020)

Ester Expósito (ur. 26 stycznia 2000 w Madrycie) – hiszpańska aktorka filmowa i telewizyjna. Zyskała popularność odgrywając rolę Carli w hiszpańskim serialu Szkoła dla elity, wyprodukowanym przez serwis Netflix.

## Życiorys
Ester urodziła się w 2000 roku w Madrycie, ale jej rodzice pochodzą z Galicji. Od zawsze interesowała się aktorstwem i po skończeniu 16 lat zaczęła uczęszczać na kursy. Dwukrotnie wygrała nagrodę dla najlepszej aktorki przyznawaną przez Teatro de Madrid w 2013 oraz 2015 roku.
Zadebiutowała na ekranie w 2016 roku rolami w serialach Centro Médico, Uwięzione i filmie Niech Bóg nam wybaczy. Osiągnęła światową sławę dzięki roli Carli w serialu Szkoła dla elity, w którym grała w latach 2018-2020. Ponadto zagrała w takich produkcjach jak Estoy Vivo, Gdy anioły śpią, Syn zemsty, La caza. Monteperdido, Veneno, Ktoś musi umrzeć.
Jest jedną z hiszpańskich aktorek z największą liczbą obserwatorów na Instagramie. Współpracowała z między innymi domem mody Yves Saint Laurent.
Od 2018 do 2019 roku była w związku z Álvaro Rico, z którym grała w serialu Szkoła dla elity. Od 2020 roku spotykała się z aktorem Alejandrem Speitzerem, z którym grała w serialu Ktoś musi umrzeć.

## Filmografia

### Filmy[4]
| Rok  | Tytuł                 | Rola          |
| ---- | --------------------- | ------------- |
| 2016 | Niech Bóg nam wybaczy | dziewczyna    |
| 2018 | Gdy anioły śpią       | Silvia        |
| 2018 | Syn zemsty            | Andrea        |
| 2021 | Mamá o papá           | Claudia       |
| 2022 | Wenus                 | Lucía         |
| 2022 | Rainbow               | Modelo        |
| 2023 | Zagubieni pośród nocy | Mónica Aldama |
| 2024 | El llanto             | Andrea        |

### Seriale[4]
| Rok        | Tytuł                                             | Rola                  | Uwagi       |
| ---------- | ------------------------------------------------- | --------------------- | ----------- |
| 2016       | Centro Médico                                     | Rosa Martín           | 1 odcinek   |
| 2016; 2018 | Uwięzione                                         | córka Fernando        | 2 odcinki   |
| 2017       | Estoy Vivo                                        | Ruth                  | 8 odcinków  |
| 2018-2020  | Szkoła dla elity                                  | Carla Rosón Caleruega | 24 odcinki  |
| 2019       | La caza. Monteperdido                             | Lucía Castán Grau     | 7 odcinków  |
| 2020       | Veneno                                            | Machús Osinaga        | 2 odcinki   |
| 2020       | Ktoś musi umrzeć                                  | Cayetana              | 3 odcinki   |
| 2021       | Szkoła dla elity - krótkie historie: Carla Samuel | Carla Rosón Caleruega | 3 odcinki   |
| 2024       | Bandidos: Na tropie skarbu                        | Lilí                  | 14 odcinków |